# Limidae
De limidae of vijlschelpen is de enige familie tweekleppige weekdieren uit de orde der Limida.

## Kenmerken
De schelpen zijn gelijkkleppig en scheef-ovaal. De schelpkleppen zijn meer of minder bol, meestal gapend aan de zijkanten. Bij sommige soorten gapen de kleppen niet. Aan beide zijden van de top bevinden er zich kleine, oorvormige uitsteeksels op de slotrand. De slotrand is glad of getand. De buitenkant is meer of minder ruw, met stralende, radiaire ribben of geschubd. De schelpen zijn ongekleurd: wit of crème. De mantelranden vertonen tentakels, bij enkele soorten ook ogen. Vijlschelpen kunnen zwemmen. Sommige soorten maken op de zeebodem nestjes van stenen en schelpstukken, die met uit de byssusklier afkomstig kleefmiddel aan elkaar worden geplakt. De dieren zijn meestal oranjerood van kleur en lichten op in het donker. 

## Verspreiding en leefgebied
Ze komen zowel in koudere als in warmere zeegebieden voor.

## Genera
- Acesta H. Adams & A. Adams, 1858
- Ctenoides Mörch, 1853
- Divarilima Powell, 1958
- Escalima Iredale, 1929
- Lima Bruguière, 1797
- Limaria Link, 1807
- Limatula S. V. Wood, 1839
- Limea Bronn, 1831
- Mantellina Sacco, 1904
- Plagiostoma J. Sowerby, 1814 †